# Susan Calvin
Dr. Susan Calvin egy kitalált szereplő Isaac Asimov sci-fi-író robot-univerzumában. 1982-2064 között élt.
Elsőként az Én, a robot (I, Robot) című novellaciklusban  bukkan fel, melyet Asimov 1939 és 1950 között írt. Először az 1998-ban játszódó Robbie című novellában jelenik meg, mint epizódszereplő, egy csúnyácska diáklány képében, aki a robotok pszichológiájából ír vizsgadolgozatot. Kétségtelenül ez a dolgozat vezethette későbbi pályájára, hiszen Susan Calvin lett az Amerikai Robot és Gépember Rt. első és egyben legnevesebb robotpszichológusa. A novellafüzér tulajdonképpen a doktornő visszaemlékezéseiből áll össze.

## Dr. Susan Calvin életrajza
Susan Calvin 1982-ben született feltehetően New Yorkban. Itt végezte iskoláit, és gyakori látogatója volt a Természettudományi és Ipari Múzeumnak, ahol már 15-16 éves korában (1998) élénk érdeklődést tanúsított a robotok, és különösképpen az első beszélő robot irányában. 2003-ban, 21 éves korában diplomázott le robotikából és 2007-ben robotpszichológiából, majd 2008-ban az Amerikai Robot és Gépember Rt.-nél kezdett dolgozni, mint robotpszichológus. A 2020-as évekre Dr. Calvin a cég legfontosabb emberei közé küzdi fel magát, és ha bármilyen komoly robotikai és robotpszichológiai probléma merül fel, szinte biztosan hozzá fordulnak.
2021-ben például egy megoldhatatlan dilemmával sikerül hatástalanítania egy gondolatolvasó robotot. De több másik konfliktus megoldásában is nagy szerepet játszik. 2033-ban Dr. Calvin a cég vezető robotpszichológusa. 2052-ben megfogalmazza a Nulladik törvény alapjait, amelyet később egy R. Daneel Olivaw nevű robot fejleszt ki, egy Giskard nevű másik robot segítségével. 2057-ben nyugdíjba megy a cégtől, ám még ez után is, ha problémás esetek történnek, sokszor kérik a segítségét egészen 2064-ben bekövetkezett haláláig. Csúnya volt, férjhez soha nem ment, gyermekei nem voltak. Egész életét a robotoknak szentelte.

## Dr. Susan Calvin megjelenései a novellákban
1. Robbie – "Robbie" (1998)
2. Te hazug! – "Liar!" (2021)
3. Tökéletes kiszolgálás – "Satisfaction guaranteed" (2023)
4. Lenny – "Lenny" (2025)
5. Az eltűnt robot – "Little lost robot" (2029)
6. A kockázat – "Risk" (2031)
7. A csillagokba! – "Escape!" (2031)
8. Bizonyíték – "Evidence" (2032)
9. Rabszolga – "Galley slave" (2034)
10. Az elkerülhető konfliktus – "The evitable conflict" (2052)
11. Robotálmok – "Robot dreams" (2055)
12. Női ösztön – "Feminine intuition" (2062)

## Filmbeli megjelenése
A 2004-es Én, a robot című sci-fiben tűnik fel (ami Asimov novellájához csak lazán kapcsolódik), ahol robotpszichológusként a film egyik főszereplője. A filmben Bridget Moynahan alakítja.